# Kawahara Keiga
Kawahara Keiga (川原慶賀?   , también conocido como Taguchi Takumi o Toyosuke, Nagasaki, 1786–1860?) fue un pintor japonés del período Edo tardío. Sus temas principales fueron plantas, peces, aves, reptiles, crustáceos, escenas sociales, paisajes y retratos en la fábrica holandesa de Dejima, además de en Edo, Kioto y Nagasaki. Sus obras se pueden encontrar en museos de Japón (alrededor de un centenar) y en los Países Bajos (unas mil), entre otros.

## Biografía y desarrollo artístico

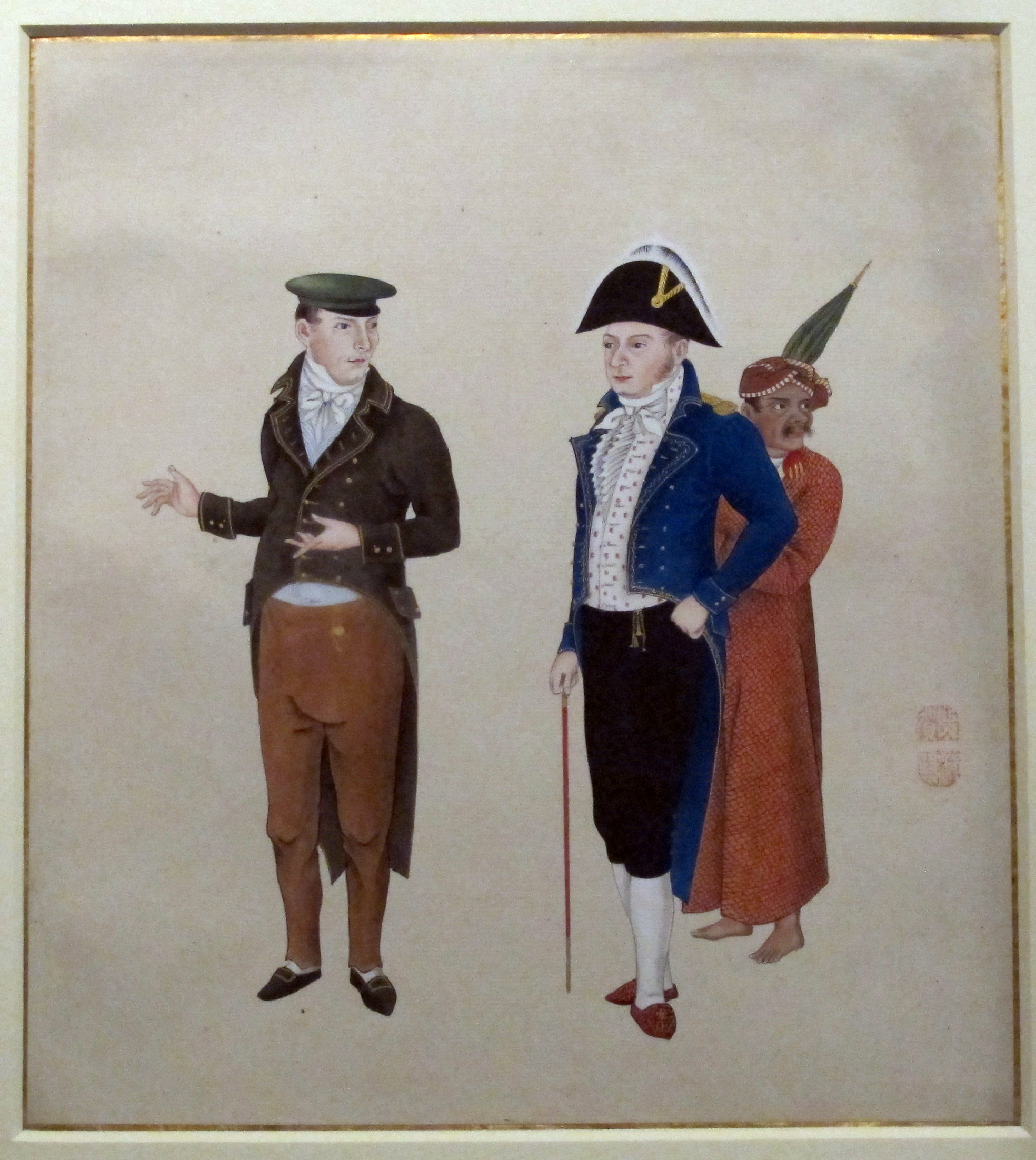
Holandés con sirviente, Kawahara Keiga, hacia 1820-1830.

Kawahara, hijo del pintor Kawahara Kozan, nació en Nagasaki. Estudió con el pintor Yūshi Ishizaki (1768-1846). Con un permiso especial del gobierno japonés, Kawahara trabajó como pintor en la fábrica holandesa de Dejima, Nagasaki, de 1811 a 1842. A pedido de los sucesivos directores de Dejima, Kawahara documentó muchos aspectos de la vida de Japón en general y de Dejima en particular.
De 1823 a 1829, Kawahara dibujó y coloreó imágenes detalladas de la flora y fauna nipona, a instancias del comandante, médico y botánico de Dejima Philipp Franz von Siebold. En 1825, Carl Hubert de Villeneuve (1800–1874) llegó a Dejima y le enseñó a Kawahara los fundamentos de las técnicas de pintura occidental. Como resultado, Keiga introdujo técnicas occidentales en la pintura tradicional japonesa. En 1826 acompañó a Von Siebold junto con Heinrich Bürger durante su visita a la corte de Edo y documentó muchos objetos, escenas callejeras y de la corte. En 1829, fue encarcelado por el shogunato Tokugawa por participar en un incidente de espionaje de Siebold, quien posteriormente fue expulsado de Japón.
En 1842, Kawahara fue castigado de nuevo, en esta ocasión por representar el puerto de Nagasaki con los escudos familiares visibles y, por lo tanto, fue despedido del lugar. En 1846 puso su firma en cinco pinturas del techo en el salón principal del templo budista Wakimisaki Kannon. Las imágenes de Kawahara han sido fundamentales para las publicaciones biológicas de Coenraad Jacob Temminck y Hermann Schlegel.

## Técnica

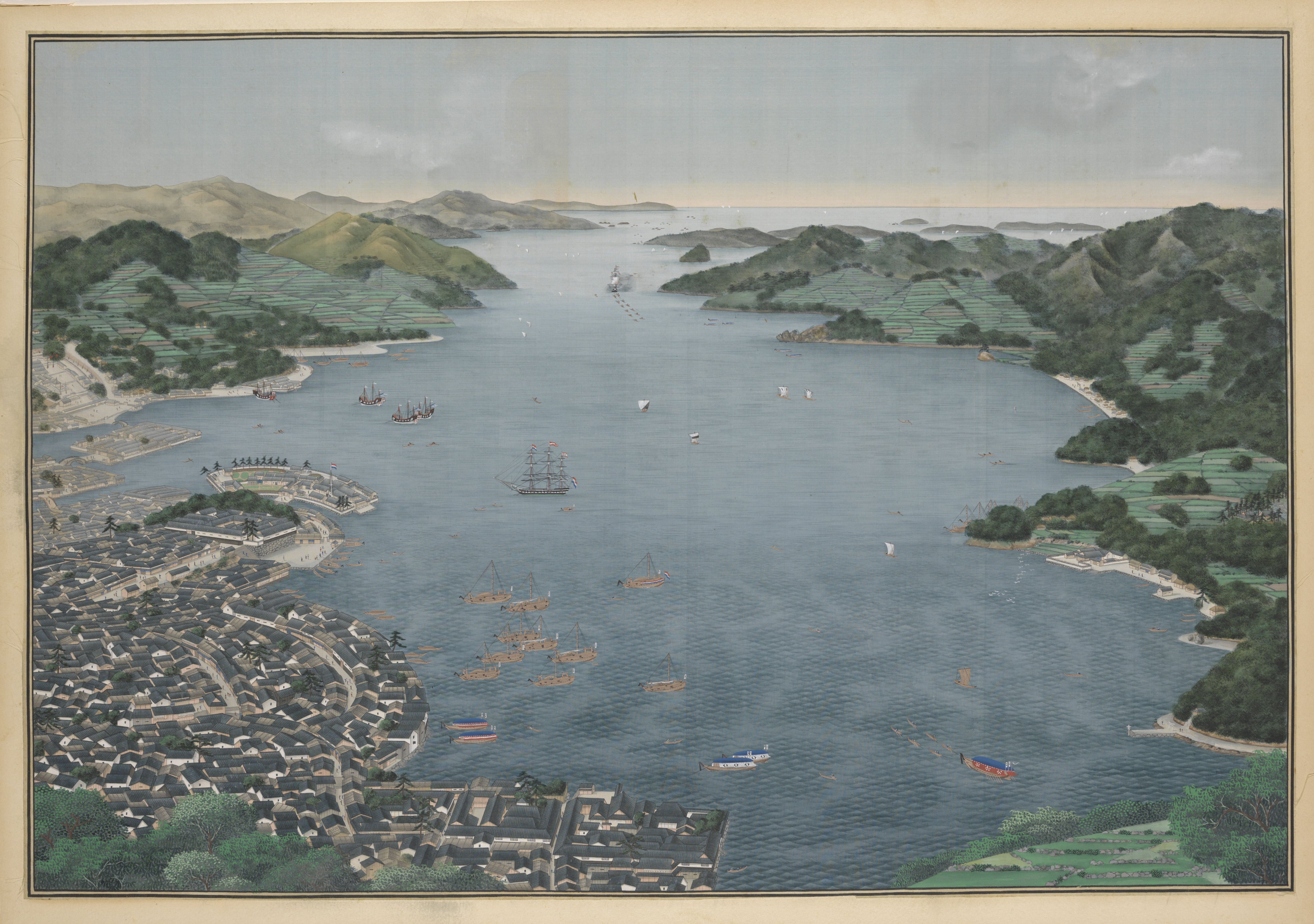
Vista de pájaro de la bahía de Nagasaki junto con la isla de Dejima, Kawahara Keiga

Kawahara utilizó la acuarela sobre papel para su trabajo biológico. Para otras obras también pintó sobre seda y madera, como sus pinturas en los techos de varios templos de Japón. Sus obras botánicas destacan en el uso de la paleta de colores y en su precisión. Keiga también pintó muchos paisajes y escenas de la vida cotidiana de los nipones. Estas obras estaban destinadas a los oficiales comerciales holandeses y fueron retratadas con materiales tradicionales, como tinta y color sobre seda, pero realizadas con una perspectiva de estilo occidental en vista de pájaro.